# 航空機テロ・破壊行為の一覧
航空機テロ・破壊行為の一覧（こうくうきテロ・はかいこういのいちらん）では、民間航空機に対して行われたテロ行為や破壊行為について記述する。ハイジャックによるテロ行為は航空機ハイジャック事件の一覧を参照のこと。

## 概要
テロ組織による民間航空機に対するテロ行為や、軍による民間航空機の撃墜などの破壊行為は、戦時中だけでなく平時にも偶然、故意を問わず様々な理由から多数起きている。この中には故意の破壊行為による「事件」と断定されたものの、被疑者が特定できず、その破壊行為の背景が解明されていないものも含まれている。
形態としては以下のものが挙げられる。

### 爆発・火災
機内に持ち込まれた爆発物や可燃物が爆発・炎上して飛行機を墜落せしめるもの。テロとして行われるケースと保険金目当てで行われるケースの2つに分類される。後者については、保険金をかけた人物を機体もろとも爆殺する場合と、自身に保険金をかけて自殺する場合の2つが含まれる。
保険金目当ての場合、事故だと誤認されやすいと思われて実行されるが、実際には発覚するケースが多い。墜落事故とは異なる痕跡が証拠となる残骸にしっかりと刻まれるからである。

### 撃墜
対空ミサイルによって打ち落とされる場合と、戦闘機によって撃墜される場合とに分類される。
原因も誤認や航法ルートのミスで知らない間に領空侵犯を犯すなどのミスによるもの、またテロや戦争中など故意に行われるケースに分類される。

### 操縦妨害
武器を持った乗客がコクピットに押し入ってパイロットを殺害し、その結果墜落するというもの。ハイジャックの過程でそうなる場合とは別に、パイロットや会社に個人的な怨恨を抱いていて犯行に及ぶケースがある。

### 故意の誤操縦
パイロットが故意に異常な操縦をすることによって航空機を墜落させるもの。抱えている悩みや怒りを晴らすために周りを巻き込んで自殺する場合と、やはりテロの一環として行われるケースがある。

## 凡例
1. 発生日
2. 航空会社と便名もしくは機体記号または機体名
3. 製造元と機種
4. 犠牲者数
5. 事故の状況
6. 個別の記事がある場合には詳細として内部リンク

## 1930年代

### 1933年
- 1933年3月28日

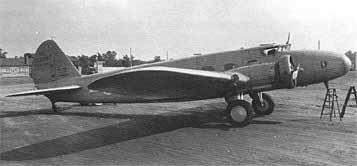
ボーイング247

  - 便名： インペリアル・エアウェイズ シティ･オブ･リバプール号（機体記号：G-AACI）[1]
  - 機種： アームストロング・ホイットワース アーゴシーII[1]
  - 死者： 乗員乗客15人全員が死亡。
  - 状況： ケルン発ロンドン行きが経由地のブリュッセルから60キロメートルの地点で機内火災を起こし墜落。機体検証の結果、火災は客室後部から発生したこと、緊急着陸を試みたが先に機体が空中分解して真二つになったことなどが分かった。また墜落現場から1.6キロメートルほど手前では、事故機から飛び降りたとみられる乗客の遺体が発見されたが、この男の顔に火傷があったことから、火災原因は彼の自殺を目的とした放火と推定されたが、確定するまでには至らなかった[2]。
  - 詳細： 「インペリアル・エアウェイズ1933年ディクスマウデ墜落事故」を参照。
- 1933年10月10日
  - 便名： ユナイテッド航空 便名不明（機体記号：NC13304）
  - 機種： ボーイング 247
  - 死者： 乗員乗客7人全員が死亡。
  - 状況： ニューアーク発オークランド行きの大陸横断便として運航されていた当該機は、途中経由地のクリーブランドを離陸しシカゴに向かっていたが、インディアナ州チェスタートン郊外を飛行中に爆発して墜落した。捜査当局は破壊工作が行われたと断定はしたものの、犯人を特定することは出来ず、誰一人としてこの事件で起訴されなかった。民間航空において破壊工作が判明した初めての事件である[2][3]。

### 1938年
- 1938年8月24日
  - 便名： 中国航空公司 桂林号
  - 機種： ダグラス DC-2-221[4]
  - 死者： 乗員乗客17人中14人が死亡。
  - 詳細： 「桂林号事件」を参照。

## 1940年代

### 1940年
- 1940年7月7日
  - 便名： エールフランス 便名不明（機体記号：F-AQBA）[5]
  - 機種： ドボワチン D.338[5]
  - 死者： 乗員4人全員が死亡[5]。
  - 状況： フランス領インドシナ（現在のベトナム）のトンキン湾の公海上空で、バンコクからサイゴンへ向けて飛行中に、同機を国民革命軍の爆撃機と誤認した日本軍の戦闘機に撃墜された。

### 1942年
- 1942年1月30日
  - 便名： カンタス・エンパイア・エアウェイズ コリオ号（機体記号：G-AEUH）[6]
  - 機種： ショート・ブラザーズ エンパイア S.23（英語版）[6]
  - 死者： 乗員乗客18人中13人が死亡[6]。
  - 状況： オーストラリアのダーウィンからティモール島のクパンに向かっていたところ、目的地付近で作戦活動中の日本軍の戦闘機に撃墜された。
  - 詳細： 「1942年カンタス航空ショートエンパイア撃墜事件」を参照。
- 1942年3月3日
  - 便名： オランダ領インド航空 便名不明（機体記号：PK-AFV）[7]
  - 機種： ダグラス DC-3-194B[7]
  - 死者： 乗員乗客12人中4人が死亡[7]。
  - 状況： オランダ領東インドへの日本軍の侵攻に伴いオーストラリアに逃げたオランダ領インド航空のDC-3型機が、オーストラリアのブルームの北約90キロメートルにあるカルノー湾で、オーストラリア空襲作戦中の日本軍の零式艦上戦闘機に撃墜された。積荷には15万 - 30万ポンドのダイヤモンドが含まれており、墜落後失われるか現地住人に持ち去られるかした。

### 1943年
- 1943年6月1日
  - 便名： 英国海外航空 (BOAC) 777便[8]
  - 機種： ダグラス DC-3-194[8]
  - 死者： 乗員乗客17人全員が死亡[8]。
  - 状況： ポルトガルのリスボン発イギリスのウィットチャーチ行きのBOAC機が、イギリスのウィンストン・チャーチル首相搭乗機と誤認され、ビスケー湾の公海上で作戦活動中ドイツ空軍機に撃墜される。俳優のレスリー・ハワードが巻き込まれたが、チャーチル首相と誤認されたのは彼のマネージャーだった。
  - 詳細： 「レスリー・ハワード#非業の死」を参照。

### 1949年
- 1949年5月7日
  - 便名： フィリピン航空 便名不明（機体記号：PI-C98）[9]
  - 機種： ダグラス DC-3
  - 死者： 乗員乗客13人全員が死亡。
  - 状況： 時限爆弾により空中爆発し墜落。
- 1949年9月9日
  - 便名： カナダ太平洋航空 108便
  - 機種： ダグラス DC-3
  - 死者： 乗員乗客23人全員が死亡。
  - 状況： 三角関係の解消と生命保険金詐取を目論み、夫ら3人が妻が搭乗した旅客機を爆破。
  - 詳細： 「カナディアン航空機爆破事件」を参照。

## 1950年代

### 1950年
- 1950年7月24日
  - 便名： ミドル・イースト航空 便名不明（機体記号：LR-AAN）[10]
  - 機種： ダグラス DC-3
  - 死者： 乗員乗客28人中3人が死亡[10]。
  - 状況： レバノンの民間航空機がガリラヤ湖近くのイスラエル占領地域の領空を侵犯したとしてイスラエル空軍機の攻撃を受けた。機体は着陸できたものの、攻撃を受けた際に3人が死亡した[10]。

### 1953年
- 1953年7月27日
  - 便名： アエロフロート 便名不明（ソ連海軍機の可能性もあり）[11]
  - 機種： イリューシン Il-12
  - 死者： 乗員乗客21人全員が死亡。
  - 状況： 中華人民共和国の旅順からウラジオストクに向かっていた双発旅客機が、中朝国境付近で「中国人民解放軍機」もしくは「朝鮮人民軍空軍機」と誤認したアメリカ空軍のF-86戦闘機に攻撃されて墜落。アメリカ側は正当性を主張したが、ソ連当局は「民間旅客機であり、中国領内を飛行していた」と主張した。なお機体が墜落したのは中国領土内であり、朝鮮戦争最後のアメリカ軍による軍事行動であった。

### 1954年
- 1954年2月21日
  - 便名： 極東航空 遊覧飛行機
  - 機種： オースター オートカー（英語版）
  - 死者： 乗員乗客3人中1人が死亡。
  - 状況： 八尾空港から離陸した遊覧飛行機に自殺志願の乗客の男性が放火したため、遊覧飛行機は炎上し大和川近くの水田に墜落した。火を放った乗客は死亡し、運航乗務員2人も重傷を負った。運航航空会社は自殺を理由に遺族に対し航空保険金の支払いを拒絶した。
- 1954年6月3日
  - 便名： サベナ航空 貨物便（機体記号：OO-CBY）[12]
  - 機種： ダグラス DC-3
  - 死者： 乗員4人中1人が死亡[12]。
  - 状況： ロンドンからベオグラードに向かっていた豚搭載の貨物機がユーゴスラビア領空を飛行していたところ、ソ連空軍機と見られる戦闘機にハンガリーに向かうよう強要され、それを拒否したところ銃撃を受け通信士が死亡、機体はオーストリアのグラーツ近郊へ不時着した。
- 1954年7月22日
  - 便名： キャセイパシフィック航空 便名不明（機体記号：VR-HEU）[13]
  - 機種： ダグラス DC-4
  - 死者： 乗員乗客18人中10人が死亡[13]。
  - 状況： 南シナ海の公海上を飛行中、中国人民解放軍のLa-11戦闘機から突如攻撃を受けたため、エンジンと燃料タンクが被弾し、海南島沖に墜落した。
  - 詳細： 「キャセイ・パシフィック航空機撃墜事件」を参照。

### 1955年
- 1955年4月11日
  - 便名： エア・インディア カシミールプリンセス号（機体記号：VT-DEP）[14]
  - 機種： ロッキード L-749A コンステレーション[14]
  - 死者： 乗員乗客19人中16人が死亡。
  - 状況： 中華人民共和国がチャーターし、北京から香港経由でバンドンへ向かったエア・インディア機に仕掛けられた爆弾がインドネシア領海内で爆発し墜落した。
  - 詳細： 「カシミールプリンセス号爆破事件」を参照。
- 1955年7月27日
  - 便名： エル・アル航空 402便[15]
  - 機種： ロッキード L-149 コンステレーション[15]
  - 死者： 乗員乗客58人全員が死亡。
  - 状況： 航法ミスによりブルガリア領空を侵犯したエルアル機が、緊急発進したブルガリア空軍機の攻撃を受け爆発炎上、空中分解して墜落。
  - 詳細： 「エル・アル航空機撃墜事件」を参照。
- 1955年11月1日
  - 便名： ユナイテッド航空 629便
  - 機種： ダグラス DC-6B
  - 死者： 乗員乗客44人全員が死亡。
  - 状況： ユナイテッド機が離陸直後に爆発・墜落。事故機に搭乗していた母親を、財産と生命保険金目的で航空事故を装い殺害するために、息子が母親に時限爆弾を持たせていたことが判明。結局、犯人は処刑された。
  - 詳細： 「ユナイテッド航空629便爆破事件」を参照。

### 1959年
- 1959年1月2日
  - 便名： 全日本空輸 64便
  - 機種： ダグラス DC-3
  - 死者： 乗員乗客33人中1人が死亡。
  - 詳細： 「全日空機爆破未遂事件」を参照。
- 1959年6月1日
  - 便名： ナシオナレス航空 便名不明（機体記号：TI-1022）[16]
  - 機種： カーチス C-46
  - 死者： 乗員2人全員が死亡[16]。
  - 状況： コスタリカの貨物機がニカラグア空軍機に撃墜された[16]。
- 1959年11月16日
  - 便名： ナショナル航空 967便
  - 機種： ダグラス DC-7B
  - 死者： 乗員乗客42人全員が死亡。
  - 状況： ニューオーリンズ着陸直前にメキシコ湾上空で空中爆発。後に搭乗していたはずの人物が生存していたことが判明したことから、この人物が自身の替玉を搭乗させ時限爆弾を爆発させたという説が報道された。しかし、刑事事件として立件されず迷宮入りになった。
  - 詳細： 「ナショナル航空967便墜落事故」を参照。

## 1960年代

### 1960年
- 1960年1月6日
  - 便名： ナショナル航空 2511便
  - 機種： ダグラス DC-6B
  - 死者： 乗員乗客34人全員が死亡。
  - 状況： 生命保険金目当ての男がダイナマイトを客室で爆発させ空中分解、ノースカロライナ州ボリビアに墜落。なお同便は本来の使用機材だったボーイング707の操縦席の風防窓に亀裂が入ったため、代替便として2便運航された旧式レシプロ旅客機のうちの1機であった。

### 1962年
- 1962年5月22日
  - 便名： コンチネンタル航空 11便
  - 機種： ボーイング 707-124[17]
  - 死者： 乗員乗客45人全員が死亡。
  - 状況： 巡航高度約1万1300メートルを飛行中に爆発し、ミズーリ州ユニオンビルに墜落。原因は生命保険金目当ての男が機内にダイナマイトを仕掛けたため。歴史上初めて発生した民間ジェット旅客機が破壊活動により墜落した事件でもある。
  - 詳細： 「コンチネンタル航空11便爆破事件」を参照。

### 1964年
- 1964年5月7日
  - 便名： パシフィック航空 773便
  - 機種： フェアチャイルド F-27A[18]
  - 死者： 乗員乗客44人全員が死亡。
  - 状況： カリフォルニア州の旅客機がオークランド上空を飛行中、自殺願望の男が機長を射殺し副操縦士も銃撃されたために墜落。機体残骸から犯人の指がついたままのマグナムと航空保険証書（当然法的に無効である）が回収された。皮肉なことに安全対策として8月から操縦室を常時ロックする規則が発表された矢先の事件であった。
  - 詳細： 「パシフィック航空773便墜落事故」を参照。

### 1965年
- 1965年7月8日
  - 便名： カナダ太平洋航空 21便
  - 機種： ダグラス DC-6B
  - 死者： 乗員乗客52人全員が死亡。
  - 状況： ブリティッシュコロンビア州上空を飛行中に、保険金目当ての自殺者がトイレで酸性物質を爆発させたため空中分解し墜落した。

### 1967年
- 1967年10月12日
  - 便名： キプロス航空 284便
  - 機種： デ・ハビランド DH-106 コメット4B
  - 死者： 乗員乗客66人全員が死亡。
  - 状況： ギリシアのアテネからキプロスのニコシアへ飛行中、ファーストクラスの座席下に隠された爆弾が爆発、機体は空中分解してロドス島沖の地中海に墜落。同機にはキプロス陸軍司令官が搭乗を予定しており、その暗殺を狙ったテロと推定されたが、司令官本人は直前に搭乗を取り止めており、一般乗客のみが巻き込まれるという悲惨な事件となった。
  - 詳細： 「キプロス航空284便爆破事件」を参照。

## 1970年代

### 1970年
- 1970年2月21日
  - 便名： スイス航空 330便
  - 機種： コンベア CV-990-30A-6 コロナド[19]
  - 死者： 乗員乗客47人全員が死亡。
  - 状況： スイスのチューリッヒ空港を離陸直後、イスラエル向けに発送された航空郵便の小包が爆発し、墜落。パレスチナ過激派のパレスチナ解放人民戦線 (PFLP) が犯行声明を出した。
  - 詳細： 「スイス航空330便爆破事件」を参照。

### 1971年
- 1971年10月10日：
  - 便名： アエロフロート 773便
  - 機種： ツポレフ Tu-104B
  - 死者： 乗員乗客25人全員が死亡。
  - 状況： ヴヌーコヴォ国際空港を離陸直後、機体に仕掛けられていた爆弾が爆発して墜落した。
  - 詳細： 「アエロフロート773便爆破事件」を参照。
- 1971年11月20日：
  - 便名： 中華航空 825便
  - 機種： シュド・アビアシオン SE-210 カラベル III
  - 死者： 乗員乗客25人全員が死亡。
  - 状況： 大阪国際空港から那覇、台北を経由して香港へ向かっていたが、台湾海峡でテロ[注 1] により空中爆発し墜落した[20]。
  - 詳細： 「中華航空825便爆破事件」を参照。

### 1972年
- 1972年1月26日
  - 便名： JATユーゴスラビア航空 367便[21]
  - 機種： マクドネル・ダグラス DC-9-32[21]
  - 死者： 乗員乗客28人中27人が死亡。
  - 状況： コペンハーゲンからベオグラードへ向かう途中、高度1万メートルを巡航中に貨物室に仕掛けられた手榴弾が爆発、チェコスロバキアのスルブスカー・カメニツェ（英語版）近郊に墜落した。客室乗務員が下半身不随の重傷を負いながらも奇跡的に生還した。
  - 詳細： 「JATユーゴスラビア航空機爆破事件」を参照。
- 1972年6月15日
  - 便名： キャセイパシフィック航空 700Z便
  - 機種： コンベア CV-880-22M-21[22]
  - 死者： 乗員乗客81人全員が死亡。
  - 状況： シンガポール発バンコク経由香港行きとして飛行中の700Z便が、バンコクを離陸して南ベトナムの中央高地上空8800メートルを飛行していた時に、貨物室に仕掛けられた爆弾が爆発し、サイゴンから300キロメートル離れたプレイクのジャングルに墜落した。ベトナム戦争中に戦闘区域内で発生したことから、アメリカ空軍機の誤射などによって撃墜されたという説も事件発生当初には取りざたされたが、事故原因の調査の結果、機内で発生し破片が外側に向かって飛び散った痕跡が発見されたため、爆発は機外による要因ではなく、機内で発生したことが明らかになった。タイの捜査機関は、婚約者の女性とその娘を殺害して保険金を詐取することを目的に、彼女のスーツケースに爆弾を仕掛けた被疑者として男性を逮捕したが、証拠不十分として2年後に釈放した。
  - 詳細： 「キャセイ・パシフィック航空700Z便爆破事件」を参照。

### 1973年
- 1973年2月21日
  - 便名： リビアアラブ航空 114便
  - 機種： ボーイング 727-224[23]
  - 死者： 乗員乗客113人中108人が死亡。
  - 状況： トリポリ発カイロ行きの当該機が航路を逸脱してイスラエル領空[注 2] を侵犯。緊急発進したイスラエル空軍機に撃墜された。
  - 詳細： 「リビア航空機撃墜事件」を参照。

### 1974年
- 1974年9月8日
  - 便名： トランス・ワールド航空 841便
  - 機種： ボーイング 707-331B[24]
  - 死者： 乗員乗客88人全員が死亡。
  - 状況： イスラエル・テルアビブ発ニューヨーク行きが、経由地のローマへ向けて飛行中に、高性能爆弾が爆発しイオニア海に墜落。パレスチナ解放機構が犯行声明を出している。
  - 詳細： 「トランス・ワールド航空841便爆破事件」を参照。

### 1975年
- 1975年6月3日
  - 便名： フィリピン航空 便名不明（機体記号：RP-C1184）[25]
  - 機種： BAC 1-11 524FF[25]
  - 死者： 乗員乗客64人中1人が死亡[25]。
  - 状況： アラバット島上空の高度6100メートルを巡航中、乗客がトイレで自殺のために爆弾を爆破させた。犯人は死亡したが、それ以外の搭乗者63人は45人が重軽傷を負い機体も大きなダメージを受けつつも生還した。なお、当該機は修復され運航に復帰したが、1978年にも同様の事件に巻き込まれている。

### 1976年
- 1976年1月1日
  - 便名： ミドル・イースト航空 438便
  - 機種： ボーイング 720-023B
  - 死者： 乗員乗客81人全員が死亡。
  - 状況： オマーンの武装勢力が仕掛けた爆弾が機内で爆発し空中分解。
  - 詳細： 「ミドル・イースト航空438便爆破事件」を参照。

- 1976年3月23日
  - 便名： 個人所有機（機体記号：JA3551）
  - 機種： パイパー PA-28-140
  - 死者： 乗員1人全員が死亡。
  - 状況： ロッキード事件の中心人物と考えられていた児玉誉士夫の自宅に軽飛行機が突入し、爆発炎上した。義憤に駆られた自爆テロ行為だったが、児玉本人は別室で就寝していて無事だった。
  - 詳細： 「児玉誉士夫邸セスナ機特攻事件」を参照。
- 1976年10月6日
  - 便名： クバーナ航空 455便
  - 機種： ダグラス DC-8-43
  - 死者： 乗員乗客73人全員が死亡。
  - 状況： 反カストロ主義者が仕掛けた爆弾がバルバドス離陸直後に機内で爆発、操縦士が意識を喪失して沖合に墜落。
  - 詳細： 「クバーナ航空455便爆破事件」を参照。

### 1977年
- 1977年3月31日
  - 便名： スウィフト・エア（機体記号不詳）
  - 機種： ダグラス DC-3
  - 死者： 乗員7人、重軽傷者16人。
  - 状況： フィリピン国内でチャーター便を中心に運行していたスウィフト・エア社の機内で発生した発砲事件。乗客34人を乗せてサンボアンガからタウィタウィ島へ向かう途中、機長が発狂（原文ママ[何の?]）。機内で自動小銃を乱射してフィリピン軍人など7人を射殺した[26]。

### 1978年
- 1978年4月20日
  - 便名： 大韓航空 902便
  - 機種： ボーイング 707-321B[27]
  - 死者： 乗員乗客109人中2人が死亡[27]。
  - 状況： 北極圏を飛行中の大韓航空機が航法ミスにより航路を逸脱しソ連領空を侵犯、緊急発進したソ連空軍機にコラ半島のムルマンスク上空で迎撃され左翼と胴体の一部を損傷、同機は凍結湖に不時着した。
  - 詳細： 「大韓航空機銃撃事件」を参照。
- 1978年8月17日
  - 便名： フィリピン航空 148便[28]
  - 機種： BAC 1-11 524FF[28]
  - 死者： 乗員乗客84人中1人が死亡[28]。
  - 状況： シブヤン島上空高度7300メートルを巡航中にトイレで乗客が自殺のために爆破。犯人は機体に生じた破裂口から吸い出され死亡した。犯人以外の搭乗者3人が軽傷を負い、機体も大きなダメージを受けたが生還した。なお、当該機は1975年にも同様の事件に巻き込まれている。

## 1980年代

### 1980年
- 1980年6月27日
  - 便名： イタビア航空 870便
  - 機種： ダグラス DC-9-15[29]
  - 死者： 乗員乗客81人全員が死亡。
  - 状況： 地中海上空を巡航していたイタリア国内線が突然空中爆発してシチリア沖に墜落。イタリア空軍機誤射説、NATO空軍機が領空侵犯したリビア軍機と誤認して撃墜したとする説、テロ説などが錯綜した。その後誤射が行われたとしてイタリア空軍の幹部が起訴されたが、1997年になって事故調査委員会は「原因不明の機内の爆発があった」と断定、2007年には同空軍の無罪が確定している。
  - 詳細： 「イタビア航空870便事件」を参照。

### 1982年
- 1982年2月9日
  - 便名： 日本航空 350便
  - 機種： マクドネル・ダグラス DC-8-61[30]
  - 死者： 乗員乗客174人中24人が死亡。
  - 状況： 統合失調症の機長が着陸直前に逆噴射したため、空港手前の海面に墜落。
  - 詳細： 「日本航空350便墜落事故」を参照。
- 1982年8月11日
  - 便名： パンアメリカン航空 830便
  - 機種： ボーイング 747-121[31]
  - 死者： 乗員乗客285人中1人が死亡[31]。
  - 状況： 成田発ホノルル行きの便で、ホノルル到着直前に座席下に仕掛けられた爆弾が炸裂した。当該機は損傷を受けたものの、ホノルル空港への緊急着陸に成功した。
  - 詳細： 「パンアメリカン航空830便爆破事件」を参照。

### 1983年
- 1983年9月1日
  - 便名： 大韓航空 007便
  - 機種： ボーイング 747-230B[32]
  - 死者： 乗員乗客269人全員が死亡。

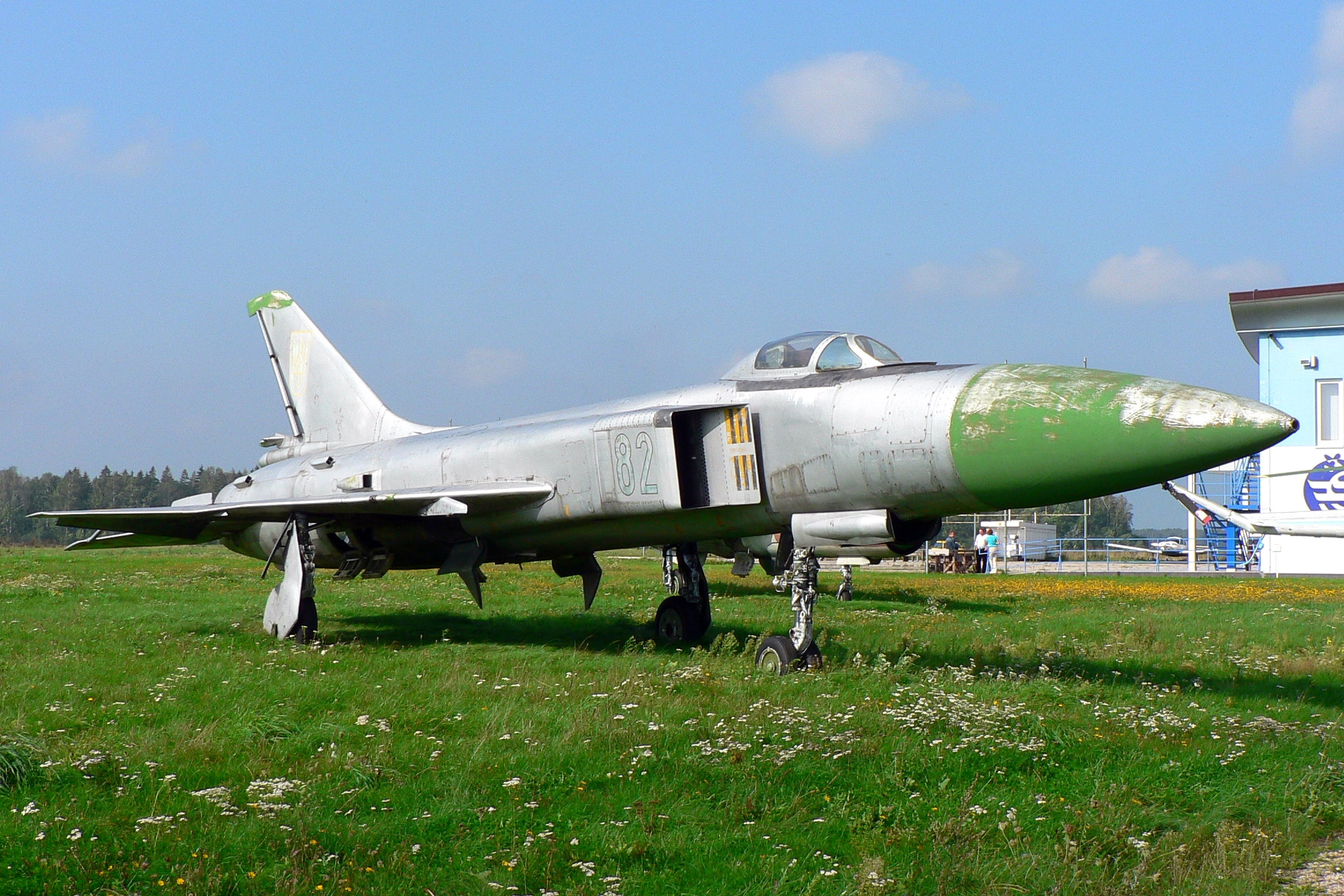
ソ連軍のスホーイSu-15戦闘機（同型機）

  - 状況： ニューヨーク発アンカレッジ経由ソウル行きが、航法ミスにより航路を逸脱しソ連領空を侵犯、ソ連が実効支配している樺太（サハリン）上空でソ連防空軍のスホーイSu-15戦闘機に撃墜された。
  - 詳細： 「大韓航空機撃墜事件」を参照。
- 1983年9月23日
  - 便名： ガルフ・エア 771便
  - 機種： ボーイング 737-2P6[33]
  - 死者： 乗員乗客112人全員が死亡[33]。
  - 状況： アブダビへの着陸進入中に手荷物室で爆発物が炸裂、直後に火災が発生し、アブダビの北東約50キロメートルにある砂漠に墜落した。
  - 詳細： 「ガルフエア771便爆破事件」を参照。
- 1983年11月8日
  - 便名： TAAGアンゴラ航空 462便
  - 機種： ボーイング 737-2M2
  - 死者： 乗員乗客130人全員が死亡。
  - 状況： アンゴラのルバンゴからルアンダへ向けて離陸した直後に墜落。政府は技術上の問題による墜落としているが、アンゴラ全面独立民族同盟は地対空ミサイルで機体を撃墜したと声明を出した。
  - 詳細： 「TAAGアンゴラ航空462便墜落事故」を参照。

### 1985年
- 1985年6月23日
  - 便名： エア・インディア 182便
  - 機種： ボーイング 747-237B
  - 死者： 乗員乗客329人全員が死亡。
  - 状況： モントリオールからロンドンを経由してボンベイへ向かう便が、アイルランド沖の北大西洋上を巡航中に爆発して墜落。ほぼ同時刻に新東京国際空港（現在の成田国際空港）では、インド航空301便に搭載されることになっていた荷物が爆発し作業員2人が死亡した成田空港手荷物爆発事件が発生したことから、インド政府は政府と対立していたシーク教過激派による時限爆弾を使ったテロと断定した。また、搭乗していない乗客の荷物を航空機に搭載するという規律違反や、爆弾を見過ごした空港の警備体制も問題になった。
  - 詳細： 「エア・インディア182便爆破事件」を参照。

### 1986年
- 1986年4月2日
  - 便名： トランス・ワールド航空 840便
  - 機種： ボーイング 727-231
  - 死者： 乗員乗客122人中4人が死亡。
  - 状況： ロサンゼルスからニューヨーク、ローマ、アテネを経由してカイロまでの定期便だったトランス・ワールド航空840便がギリシャ上空で爆破され、乗客4人が機外へ吸い出されたが、緊急着陸に成功した。
  - 詳細： 「トランス・ワールド航空840便爆破事件」を参照。
- 1986年5月3日
  - 便名： エアランカ 512便
  - 機種： ロッキード L-1011 トライスター100
  - 死者： 乗員乗客148人中21人が死亡。
  - 状況： バンダラナイケ国際空港に駐機中、タミル・イーラム解放のトラ (LTTE) によって仕掛けられた爆弾により爆発。爆弾は後部貨物室内の荷物に隠されていた。
- 1986年10月26日
  - 便名： タイ国際航空 620便
  - 機種： エアバス A300B4-601[34]
  - 死者： なし（14名が重傷）。
  - 状況： 乗客の暴力団組員が、密輸目的で所持していた手榴弾の安全ピンを機体後部のトイレ内で誤って抜いてしまい、そのまま放置したため爆発。圧力隔壁が破損し油圧3系統のうち2系統を喪失するなどの損傷を負ったが、大阪国際空港への緊急着陸に成功した。
  - 詳細： 「タイ航空機爆発事件」を参照。

### 1987年
- 1987年11月29日
  - 便名： 大韓航空 858便
  - 機種： ボーイング 707-3B5C
  - 死者： 乗員乗客115人全員が死亡。
  - 状況： バグダッド発ソウル行きの便が、経由地のアブダビからバンコクへ向う途中、ベンガル湾上空で北朝鮮の工作員2人が仕掛けた時限爆弾の爆発により墜落。犯人の1人はバーレーン国際空港にてマールボロに仕掛けられたシアン化カリウムのアンプルを噛み絶命。もう1人は一命を取り留めた。
  - 詳細： 「大韓航空機爆破事件」を参照。

### 1988年
- 1988年7月3日
  - 便名： イラン航空 655便
  - 機種： エアバス A300B2-203
  - 死者： 乗員乗客290人全員が死亡。
  - 状況： バンダレ・アッバース発ドバイ行きがアメリカ海軍のミサイル巡洋艦に攻撃機と誤認され、放たれた対空ミサイルによりペルシア湾上空で撃墜される。アメリカ巡洋艦は公海上にあったがイラン航空機はイラン領海上空を飛行中で、また機上には38人の外国人と66人の子供がいたことなどから国際問題化した。
  - 詳細： 「イラン航空655便撃墜事件」を参照。
- 1988年12月21日
  - 便名： パンアメリカン航空 103便
  - 機種： ボーイング 747-121A[35]
  - 死者： 乗員乗客259人全員と地上の11人が死亡。
  - 状況： スコットランドのロッカビー上空でリビア政府関与のもとにテロリストによって仕掛けられた爆弾が爆発し墜落。事件後遺族への補償でパンナムの経営は悪化し、これが同社経営破綻の原因となった。
  - 詳細： 「パンアメリカン航空103便爆破事件」を参照。

### 1989年
- 1989年9月19日
  - 便名： UTA航空 772便
  - 機種： マクドネル・ダグラス DC-10-30
  - 死者： 乗員乗客170人全員が死亡。
  - 状況： コンゴのブラザビル発パリ行きが、中継地チャドのンジャメナを離陸後、機内に仕掛けた爆発物が爆発してニジェールに墜落。2003年になってリビア政府が事件への関与を認め、犠牲者遺族に対して補償を行った。
  - 詳細： 「UTA航空772便爆破事件」を参照。
- 1989年11月27日
  - 便名： アビアンカ航空 203便
  - 機種： ボーイング 727-21
  - 死者： 乗員乗客107人全員と地上の3人が死亡[36]。
  - 状況： コロンビアの首都ボゴタ近郊で、機内に仕掛けた爆発物が爆発して墜落。事件は捜査機関に情報提供した人物を抹殺するために、「麻薬王」と呼ばれたパブロ・エスコバル率いる麻薬密売組織が仕掛けたものと推測された。なお、首謀者と見られる組織のリーダーは警察との銃撃中に自殺した。
  - 詳細： 「アビアンカ航空203便爆破事件」を参照。

## 1990年代

### 1990年
- 1990年8月2日
  - 便名： ブリティッシュエアウェイズ149便
  - 機種： ボーイング 747-136/G-AWND
  - 死者： 1人
  - 状況： 湾岸戦争、侵攻直後紛争国であるクウェートに着陸後、乗員乗客殆どがイラク軍に拘束監禁、バグダードに強制連行し、『人間の盾』として人質とされ、客室乗務員が強姦され、同乗していたクウェートの王族が処刑された。
なお機体も紛争により破壊されている。
  - 詳細： 「ブリティッシュエアウェイズ149便乗員拉致事件」を参照

### 1991年
- 1991年11月20日
  - 便名： ソビエト連邦国内軍（ロシア語版）
  - 機種： ミル設計局 Mi-8
  - 死者： 乗員乗客22人全員が死亡。
  - 状況： 国際停戦監視団を乗せた輸送ヘリが、ナゴルノ・カラバフ自治州でアルメニア人武装勢力に撃墜された。
  - 詳細： 「1991年ソ連国内軍ヘリ撃墜事件」を参照。

### 1993年
- 1993年9月21日
  - 便名： アエロフロート・ロシア航空 不定期便
  - 機種： ミル設計局 Mi-8
  - 死者： 乗員乗客47人全員が死亡。
  - 状況： アゼルバイジャン国内を飛行中にテロリストが発射したとみられる地対空ミサイルで撃墜された。民間ヘリコプターとしては世界史上最悪の事故となった。
- 1993年9月21日
  - 便名： トランス・グルジア航空 (en:Transair Georgia)  不定期便（機体記号：65893）[37]
  - 機種： ツポレフ Tu-134A[37]
  - 死者： 乗員乗客27人全員が死亡。
  - 状況： ロシアのソチからグルジア内アブハジアのスフミに着陸しようとしたところ、アブハジア分離主義者が発射したとみられる地対空ミサイルで撃墜された。
- 1993年9月23日
  - 便名： トランス・グルジア航空 (en)  チャーター便（機体記号：CCCP-65001）[38]
  - 機種： ツポレフ Tu-134A[38]
  - 死者： 乗員乗客30人中1人が死亡[38]。
  - 状況： 兵員輸送のためグルジア国防軍によってチャーターされたトビリシ行きの便が、スフミでの搭乗中にアブハジア分離主義者が発射したとみられる地対空ミサイルが命中し炎上した。

### 1994年
- 1994年4月6日
  - 便名： ルワンダ 大統領専用機（機体記号：9XR-NN）[39]
  - 機種： ダッソー ファルコン50
  - 死者： 乗員乗客12人全員が死亡[39]。
  - 状況： ルワンダの首都キガリの空港へ着陸しようとしていた大統領専用機が何者かによって発射された地対空ミサイルにより撃墜された。大統領専用機に搭乗していたルワンダ大統領ジュベナール・ハビャリマナと、同乗していた隣国ブルンジの大統領シプリアン・ンタリャミラらが死亡した。このテロが、およそ80万人の犠牲者を出したルワンダ虐殺の引き金となった[40]。
  - 詳細： 「ハビャリマナとンタリャミラ両大統領暗殺事件」を参照。
- 1994年12月11日
  - 便名： フィリピン航空 434便
  - 機種： ボーイング 747-283B[41]
  - 死者： 乗員乗客293人中1人が死亡[41]。
  - 状況： マニラ発セブ経由成田行きの機内で、座席に仕掛けられた爆弾が爆発した。南大東島沖上空を航行中であったため、近くの那覇空港に緊急着陸した。この爆発事件はアルカーイダの捜査の過程で、同組織のテロリストであるラムジ・ユセフが「ボジンカ計画」の予行演習として行ったものであることが判明した。
  - 詳細： 「フィリピン航空434便爆破事件」を参照。

### 1997年
- 1997年12月19日
  - 便名： シルクエアー 185便
  - 機種： ボーイング 737-36N
  - 死者： 乗員乗客104人全員が死亡。
  - 状況： ジャカルタ発シンガポール行きの当該機が、巡航中のスマトラ島南部のパレンバン付近で突然墜落。ラダー故障説と、親会社のシンガポール航空が主張する操縦士自殺説があるが、原因は不明となっている。
  - 詳細： 「シルクエアー185便事故」を参照。

### 1998年
- 1998年9月29日
  - 便名： ライオンエア（英語版） 602便
  - 機種： アントノフ An-24
  - 死者： 乗員乗客55人全員が死亡。
  - 詳細： 「ライオンエア602便撃墜事件」を参照。
- 1998年10月10日
  - 便名： コンゴ航空（英語版） 国内不定期便
  - 機種： ボーイング 727-30
  - 死者： 乗員乗客41人全員が死亡。
  - 詳細： 「1998年コンゴ航空ボーイング727撃墜事件」を参照。

### 1999年
- 1999年10月31日
  - 便名： エジプト航空 990便
  - 機種： ボーイング 767-366ER
  - 死者： 乗員乗客217人全員が死亡。
  - 状況： ニューヨークのケネディ空港を離陸した30分後にマサチューセッツ州ケープコッド沖の大西洋上に突然墜落。機長が席を外した隙に、副操縦士がアラビア語で「神のみを信ずる」と静かに口にしてエンジン出力を下げ、操縦桿を前方に倒してダイブしたことが原因。
  - 詳細： 「エジプト航空990便墜落事故」を参照。

## 2000年代

### 2001年
- 2001年3月3日
  - 便名： タイ国際航空 114便
  - 機種： ボーイング 737-4D7[42]
  - 死者： 乗員8人中1人が死亡[42]。
  - 状況： タイ・バンコクのドンムアン空港に駐機していたチェンマイ空港行きの便が出発前に突如炎上し、出発の準備をしていた客室乗務員ら8人が死傷した。タクシン・シナワット首相がこの機に搭乗予定であったため、機材の故障とテロの両方の可能性が疑われたが、最終的な原因は特定されていない。
- 2001年10月4日
  - 便名： S7航空 1812便
  - 機種： ツポレフ Tu-154M[43]
  - 死者： 乗員乗客78人全員が死亡。
  - 状況： イスラエルのテルアビブからロシアのノヴォシビルスクに向かう便が、黒海上空を巡航中突然爆発して墜落。アメリカ同時多発テロ事件直後のため当初はテロが疑われたが、ウクライナ防空軍が演習で発射した地対空ミサイルが、同機を誤ってロックオンしていたことが判明した。
  - 詳細： 「シベリア航空機撃墜事件」を参照。

### 2002年
- 2002年5月7日
  - 便名： 中国北方航空 6136便
  - 機種： マクドネル・ダグラス MD-82
  - 死者： 乗員乗客112人全員が死亡。
  - 状況： 北京発大連行きが大連空港近くの海上へ火災により墜落。債務清算のため多額の生命保険を自分にかけた乗客が、可燃性の液体をペットボトルに入れて機内に持ち込み放火した自殺だった。
  - 詳細： 「中国北方航空6136便放火墜落事件」を参照。

### 2003年
- 2003年11月22日
  - 便名： DHL 貨物便（運航はヨーロピアン・エア・トランスポート (en) 、機体記号：OO-DLL）[44]
  - 機種： エアバス A300B4-203F[44]
  - 死者： なし。
  - 状況： バグダード空港を離陸直後、ウィングレットに地対空ミサイルの直撃を受け、主翼が炎上し油圧制御系統は全損となったが、バグダード空港への着陸に成功した。
  - 詳細： 「DHL貨物便撃墜事件」を参照。

### 2004年
- 2004年8月24日
  - 便名： 1) エア・ボルガ 1303便、2) シベリア航空 1047便
  - 機種： 1) ツポレフ Tu-134A-3[45]、2) ツポレフ Tu-154B-2[46]
  - 死者： 両機の乗員乗客89人全員が死亡。
  - 状況： ともにチェチェン人女性による自爆テロで墜落した。
  - 詳細： 「2004年ロシア航空機爆破事件」を参照。

### 2009年
- 2009年12月25日
  - 便名： ノースウエスト航空 253便[47]
  - 機種： エアバス A330-323X[47]
  - 死者： なし。乗客2人と犯人1名が負傷。
  - 状況： ナイジェリア人男性が爆発物を機内に持ち込み発火させたものの、火は消し止められ実行犯は取り押さえられた。
  - 詳細： 「デルタ航空機爆破テロ未遂事件」を参照。

## 2010年代

### 2010年
- 2010年2月18日
  - 便名： 個人所有機（機体記号：N2889D）
  - 機種： パイパー PA-28-236 ダコタ
  - 死者： 犯人と地上の1人が死亡。
  - 状況： ソフトウェア・コンサルタントの男が、自家用軽飛行機でアメリカ合衆国内国歳入庁のオースティン支局に突入した。重傷者2人を含む13人が負傷した。税金に関する恨みからの自爆テロだった。

### 2013年
- 2013年11月29日
  - 便名： LAMモザンビーク航空 470便
  - 機種： エンブラエル ERJ-190
  - 死者： 乗員乗客33人全員が死亡。
  - 状況： モザンビーク・マプト発アンゴラ・ルアンダ行きの便が、ナミビアのブワブワタ国立公園に墜落した。原因は機長の意図的な墜落とされているが、動機の解明にまでは至っていない。
  - 詳細： 「LAMモザンビーク航空470便墜落事故」を参照。

### 2014年
- 2014年7月17日
  - 便名： マレーシア航空 17便
  - 機種： ボーイング 777-2H6ER[48]
  - 死者： 乗員乗客298人全員が死亡[48]。
  - 状況： ウクライナ東部上空を飛行中、何者かの発射したブーク地対空ミサイルにより撃墜された。なお親ロシア派の武装勢力は関与を否定しているが、前後にウクライナ軍の戦闘機を複数撃墜している。
  - 詳細： 「マレーシア航空17便撃墜事件」を参照。

### 2015年
- 2015年3月24日
  - 便名： ジャーマンウイングス 9525便
  - 機種： エアバス A320-211
  - 死者： 乗員乗客150人全員が死亡。
  - 状況： バルセロナからドイツのデュッセルドルフへ向かう途中、フランスアルプスの山岳地帯に墜落。副操縦士による意図的な墜落とされている。
  - 詳細： 「ジャーマンウイングス9525便墜落事故」を参照。
- 2015年10月31日
  - 便名： コガリムアビア 9268便
  - 機種： エアバス A321-231
  - 死者： 乗員乗客224人全員が死亡。
  - 状況： エジプトのシャルム・エル・シェイク国際空港を離陸直後、シナイ半島北部に墜落した。機内で爆発が起きたテロ事件と考えられている。
  - 詳細： 「コガリムアビア航空9268便」を参照。

## 2020年代

### 2020年
- 2020年1月8日
  - 便名 : ウクライナ国際航空 752便
  - 機種 : ボーイング737-800
  - 死者 : 乗員乗客176人全員が死亡。
  - 状況 : エマーム・ホメイニー国際空港から離陸直後にイスラム革命防衛隊の地対空ミサイルにより撃墜された。
  - 詳細 : 「ウクライナ国際航空752便撃墜事件」
- 2020年5月4日
  - 便名 : アフリカン・エクスプレス航空（英語版） 貨物便
  - 機種 : エンブラエル EMB 120
  - 死者 : 乗員乗客6人全員が死亡。
  - 状況 : ソマリアのバーデールへ向かっていたアフリカン・エクスプレス航空の貨物便がバーデル飛行場へ着陸進入中にエチオピア軍によって撃墜された。エチオピア軍の兵士は当該機が着陸する予定だと知らず、低空飛行する機体を敵対的な標的と判断し攻撃したとみられている[49]。